# トマス・ペラム (初代チチェスター伯爵)
初代チチェスター伯爵トマス・ペラム（英: Thomas Pelham, 1st Earl of Chichester, PC、1728年2月28日 - 1805年1月8日）は、イギリスの政治家・貴族。

## 経歴
1728年2月28日、トマス・ペラムとその妻アネッタ(旧姓ブリッジス)の間の長男として生まれる。首相を務めたヘンリー・ペラムと初代ニューカッスル公爵トマス・ペラム＝ホールズはいとこ伯父にあたる。
ケンブリッジ大学で数カ月だけ学び、その後海外に出てフィレンツェやハノーファーで過ごした。1749年12月13日にライ選挙区から当選して庶民院議員となる。1754年には親族の首相ニューカッスル公の後援を受けてサセックス選挙区の議席を得るとともに通商委員会委員(Commissioner of Trade)に任命される。1761年から1762年にかけては海軍下級卿(Lord of the Admiralty)に就任。
1762年にニューカッスル公にスタンマーのペラム男爵の爵位が与えられたが、この爵位は特別継承権で彼に継承が可能であった。
1765年7月に第2代ロッキンガム侯爵チャールズ・ワトソン＝ウェントワースの内閣が成立すると、王室会計監査官に就任するとともに枢密顧問官に任じられた。
1768年11月にニューカッスル公が死去し、第2代スタンマーのペラム男爵位を継承した。
1774年から1775年にかけて南トレントの巡回裁判官を務め、ついで1775年から1782年にかけて衣服長官を務めた。
1801年6月23日には連合王国貴族チチェスター伯爵位を授与された。
1805年1月8日にサセックス・スタンマーの自邸で死去した。

## 栄典

### 爵位・準男爵位
- 1768年11月17日-1801年6月、第2代カウンティ・オブ・サセックスにおけるスタンマーのペラム男爵（1762年創設グレートブリテン貴族爵位）※繰上勅書により生前に爵位譲る
- 1768年11月17日、第6代カウンティ・オブ・サセックスにおけるロートンのペラム準男爵（1611年創設イングランド準男爵位）
- 1801年6月23日、初代チチェスター伯爵（連合王国貴族爵位）

## 家族
1754年6月、アン・フランクランドと結婚し、彼女との間に以下の6子を儲ける。
- 第1子(長女)ヘンリエッタ・アン・ペラム (-1797) ： 第13代ロセス伯爵ジョージ・グランヴィルと結婚。
- 第2子(次女)フランセス・ペラム (-1783) ： 第4代ミドルトン子爵ジョージ・ブロドリック（英語版）と結婚。
- 第3子(長男)トマス・ペラム (1756-1826) ： 第2代チチェスター伯爵
- 第4子(次男)ヘンリー・ペラム (1759-1797)
- 第5子(三男)ジョージ・ペラム（英語版） (1766-1827) ： イングランド国教会聖職者。ブリストル主教（英語版）。
- 第6子(三女)ルーシー・ペラム (1779-1797) ： 初代シェフィールド伯爵ジョン・バーカー・ホルロイド（英語版）と結婚。

## 関連図書
- Brooke, John (1964). "PELHAM, Thomas (1728-1805), of Stanmer, nr. Lewes, Suss.". In Namier, Sir Lewis; Brooke, John (eds.). The House of Commons 1754-1790 (英語). The History of Parliament Trust. 2020年10月31日閲覧。
- Norgate, Gerald le Grys; Powell, Martyn J. "Pelham, Thomas, first earl of Chichester". Oxford Dictionary of National Biography (英語) (online ed.). Oxford University Press. doi:10.1093/ref:odnb/21798。 (要購読、またはイギリス公立図書館への会員加入。)
- Sedgwick, Romney R. (1970). "PELHAM, Thomas, jun. (1728-1805), of Stanmer, nr. Lewes, Suss.". In Sedgwick, Romney (ed.). The House of Commons 1715-1754 (英語). The History of Parliament Trust. 2020年10月31日閲覧。